# 第一神拳 革命
《第一神拳 革命》為2007年於Wii遊戲主機平台上所發行的一款拳擊運動遊戲。

## 簡介

### 原著
原著漫畫《第一神拳》（日文：はじめの一歩）於講談社發行，漫畫家森川讓次所著。

### 登場人物
幕之內一步、坂垣學、青木勝、木村達也、宮田一郎、小田裕介、速水龍一、鷹村守、間柴了、
千堂武士、真田一機、伊達英二、冴木卓麻、ヴォルグ・ザンギエフ、島袋岩男、
アーニー・グレゴリー、ハンマー・ナオ、ブライアン・ホーク、澤村龍平、エレキ・バッテリー、パパイヤ・ダチウ、今井京介、
ジミー・シスファー、星洋行、リカルド・マルチネス

## 遊戲操作

### 控制方式
遊戲中的操作控制可使用Wii Remote配合Nunchuk進行體感模式的遊戲，親身經歷每一場拳擊賽的緊張刺激，也可使用對應Wii專用的傳統式搖桿。

### 特殊招式
主要是以四種操作方式：↓C＋Nunchuk左右晃動、↓A＋Wii Remote左右晃動、↓Z＋Nunchuk左右晃動、↓B＋Wii Remote左右晃動。
即可使出漫畫原著中許多著名又強大的招式，如羚羊拳、輪擺式位移、雙拳攻擊等等

## 外部連結
- （日文）はじめの一歩 レボリューション官方網頁